# Norodom Sihamoni
Norodom Sihamoni, oficiálním titulem Preah Karuna Preah Bat Samdech Preah Baromneath Norodom Sihamoni, (* 14. května 1953 Phnompenh) je současný kambodžský král a v současnosti (2024) jediný monarcha, který hovoří plynně česky. Kromě češtiny a khmérštiny hovoří dále plynně francouzsky, a dobře též anglicky a rusky.

## Život
Narodil v roce 1953, má dvanáct nevlastních sourozenců pocházejících od různých žen. Jeho otcem je Norodom Sihanuk, kambodžský monarcha, který měl řadu manželek a partnerek. Jediným Sihamoniho bratrem, který má stejné oba rodiče, byl Norodom Narindrapong.
V roce 1962 byl poslán studovat do Prahy. V květnu 1962 napsal jeho otec princ Norodom Sihanuk dopis prezidentu Antonínu Novotnému a požádal ho, zda by jeho syn, princ Sihamoni, nemohl pokračovat ve svém vzdělávání v Československu. Prezident Novotný souhlasil a princ Sihamoni obdržel vládní stipendium. Československé velvyslanectví bylo prý jediné, které zareagovalo na Sihanukovu žádost o zprostředkování tanečního vzdělání.
Mladý princ přijel do Československa v červnu 1962. Zpočátku bydlel na kambodžském velvyslanectví. Dne 31. srpna 1962 byl zapsán do 3. třídy základní devítileté školy v Majakovského ulici (dnešní Peléova), později do základní devítileté školy v Ostrovní ulici s rozšířenou výukou jazyků. Ministerstvo školství ČSSR mu zajistilo preceptora, který se zabýval Sihamoniho přípravou do školy a pokračoval s ním podle Sihanukova přání ve studiu francouzštiny. Doprovázel jej také na kulturní podniky. Sihamoni měl velké pohybové nadání a miloval balet, z toho důvodu mu byly umožněny návštěvy sobotních baletních představení v Národním divadle a Stavovském divadle.
Od roku 1967 studoval na Pražské konzervatoři. Se svými spolužáky se zúčastnil demonstrací proti okupaci Československa zeměmi Varšavské smlouvy v roce 1968. Po Lon Nolově převratu, kdy byl jeho otec Norodom Sihanuk svržen, již nemohl pobývat na kambodžské ambasádě, a proto se přestěhoval do rodiny ředitelky své první základní devítileté školy.
Od roku 1971 studoval tanec, hudbu a divadlo na Akademii múzických umění (AMU) v Praze. Chtěl se po studiích vrátit do Kambodže, kde chtěl pracovat v baletním oboru a zároveň jako pedagog. Čáru přes rozpočet mu způsobilo vítězství ultrakomunistických Rudých Khmérů v Kambodži. V Praze žil do roku 1975, kdy ukončil svá studia na AMU.
V září 1975 byl jeden měsíc na návštěvě v polpotovské Kambodži. Kambodžská města již v té době byla vylidněna a Sihamoni byl záhy zařazen do skupiny určené k práci na rýžových polích. Oblečený v černých kalhotách a haleně těžce pracoval, spal v provizorních přístřešcích na polích a skromné jídlo dostával pouze dvakrát denně. S obtížemi a pouze na rozhodné naléhání jeho otce se mu podařilo získat povolení k zpětné návštěvě Československa na slavnostní promoci konanou v září 1975. Jeho matce princezně Monineath, která ho chtěla doprovodit, už Rudí Khmerové povolení neudělili.
Z Prahy odcestoval do KLDR, kde žil jeho otec na pozvání Kim Ir-sena. V letech 1975–1976 studoval kinematografii v severokorejském Pchjongjangu. Jeho otec mezitím odjel do Kambodži, kde byl jednak hlavou státu Rudých Khmérů a současně jejich vězněm.
V březnu 1976 vedení Rudých Khmerů rozhodlo Sihamoniho přilákat zpět do Kambodže. Obdržel zfalšovaný telegram podepsaný jménem jeho otce prince Sihanuka. Přikazoval mu vrátit se zpět do vlasti na oslavy Nového roku a Dne nezávislosti. Sihamoni byl ihned po příletu do Phnompenhu obstoupen vojáky Rudých Khmérů a eskortován přímo do královského paláce, kde se ocitnul společně s otcem Norodomem Sihanukem a svojí matkou Monineath v domácím vězení. Zde prožili období vlády Rudých Khmerů. Po osvobození Kambodži Vietnamem se podařilo královské rodině odletět do Číny. Později se usadil v Paříži. Před tím musel dle tradic královské rodiny strávit půl roku jako řadový buddhistický mnich v klášteře. V Paříži založil taneční školu a stal se profesorem tance . Od srpna 1993 pracoval jako velvyslanec Kambodže při UNESCO v Paříži.
Roku 1994 ho král Norodom Sihanuk obdařil titulem Velký princ. 14. října 2004 byl po abdikaci otce Sihanuka zvolen králem Kambodže, korunován byl 29. října 2004 v královském paláci v Phnompenhu. Jako panovník nemá výrazné politické pravomoci a reprezentuje především jednotu země.
Českou republiku znovu navštívil v roce 2006, kdy jako jediný král obdržel čestné občanství hlavního města Prahy. Zatím poslední jeho návštěva se uskutečnila v březnu 2010 a Norodom Sihamoni během ní obdržel čestný doktorát na pražské Akademii múzických umění.

## Ohlas
V roce 1967 natočil český režisér Vladimír Sís o Sihamonim dokumentární film „Jiný malý princ“, jehož název parafrázoval název slavné knihy Antoine de Saint-Exupéryho.